# クリムゾンティアーズ
『クリムゾンティアーズ』（Crimson Tears）は、2004年4月22日にカプコンから発売されたPlayStation 2用アクションRPG。

## 概要
『バウンサー』などを手掛けたドリームファクトリーによって制作され、スパイクとカプコンが共同でプロデュースを行なった、自動生成ダンジョンを攻略していく3Dアクションゲーム。トゥーンレンダリングを用いた映像表現が特徴。
ダンジョンでは敵を倒したりドラム缶を破壊することで、武器や回復アイテムなどが手に入る。途中でやられてしまった場合は、別の味方で救出に行かないと入手したアイテムを失ってしまうが、ボスを倒すか"リターナー"を使えば、アイテムを失わずにダンジョンから脱出できる。また、持ちきれないアイテムは倉庫に保管が可能。
このゲームにはさまざまな育成要素が盛り込まれている。キャラのレベルアップの他に武器のレベルアップや合成、コンボや必殺技も成長させられる。また、アクションゲームな為プレイヤー自身の腕の成長も見込めるものである。

## ストーリー
2049年、超兵器の制作・販売を行うA.R.M.A社の傘下にある生物兵器製造機関・DNA研究施設が暴走する。この暴走で東京の一角で空間の歪みが生じた拍子に、次元を超えた不可思議な迷宮が東京に出現する。さらに、迷宮内にはDNA研究施設で製造中だった数々の生物兵器が生み出される。A.R.M.A社は事態収拾のため、最強の人型生体兵器ミューティノイドの投入を決定する。
アスカ、カエデ、トキオの3体のミューティノイドは兵器として身に付けた格闘技と、ダンジョンで入手した武器を駆使し迷宮に挑む。

## キャラクター
アスカ
声：雪野五月
ミューティノイド二号体。19歳前後の女性を模して製造された。運動性能を重視して設計されており、反応速度や高速動作に優れているため、二刀を用いての近接戦闘を得意とする。感情にストレートで強い信念を持っている。人間として生きて生きたいという願いから、自身の能力を隠したがる傾向がある。
カエデ
声：釘宮理恵
ミューティノイド三号体。16歳前後の女性を模して製造された。高出力型として設計されているため圧倒的なパワーを誇る。精神的に未成熟で幼く、好奇心旺盛。自らの性能限界に並々ならぬ関心を持っている。
トキオ
声：関智一
ミューティノイド一号体。24歳前後の青年男性を模して製造された。耐久力が高く、銃器の扱いに長ける。元々は知能強化型として設計され、コンピュータや機械の操作、特にパスワード解析などが専門。正義感が強い。
シズカ
声：皆口裕子
アーベル
声：神谷浩史
マイア
声：永島由子
コスギ
声：磯部弘
甲斐
声：増谷康紀

## テーマソング
オープニング
- SWITCH　 LISA feat. 倖田來未 & Heartsdales

エンディング
- magic 　倖田來未 feat LISA

## 関連書籍
- クリムゾンティアーズ 公式ガイドブック ISBN 4-7577-1923-X